# 이와부촌
이와부촌(일본어: 石生村)은 일본 오카야마현 아카이와군에 설치되었던 촌이다. 현재의 와케정에 해당한다.